# 特种铸铁
特种铸铁是一类具有特殊使用性能，以满足特定工况条件的铸铁，包括耐磨铸铁、耐热铸铁和耐蚀铸铁等。为了得到所需性能，常需要引入合金元素来改变铸铁的显微组织，因而特种铸铁也称作合金铸铁。
特种铸铁中合金元素的种类由所需的性能决定，且不同合金元素通过不同机制可以得到类似的效果。

## 分类

### 耐磨铸铁
耐磨铸铁是可以降低磨损，在摩擦条件下工作的铸铁。根据工作条件不同，可以分为减磨铸铁和抗磨铸铁两大类。减磨铸铁由软性基体和镶嵌的强化相组成，软基体磨损产生的沟槽可以储存润滑剂，减轻进一步磨损，因而适用于用于有润滑的工作条件；抗磨铸铁则具有均匀的高硬度，用于干摩擦条件下工作。

### 耐热铸铁
铸铁在高温工况下，会因为“氧化”（高温条件下，铸铁与周围气氛反应腐蚀表层）和“生长”（普通铸铁加热到450℃以上后，发生不可逆的体积膨胀）而失效。耐热铸铁是能在高温下抵抗氧化和热生长，并且能够承受一定负荷的铸铁。

### 耐蚀铸铁
作为多相合金，普通铸铁在电解质溶液中组成微电池，产生严重的电化学腐蚀，影响铸铁件的使用寿命。通过在铸铁表面形成钝化膜、提高铸铁基体电极电位、得到单相基体、改善铸铁中石墨分布等途径，可以得到耐蚀铸铁，提高铸铁的耐腐蚀性，从而适用于石油、化工、造船等工业应用。